# Yuanping

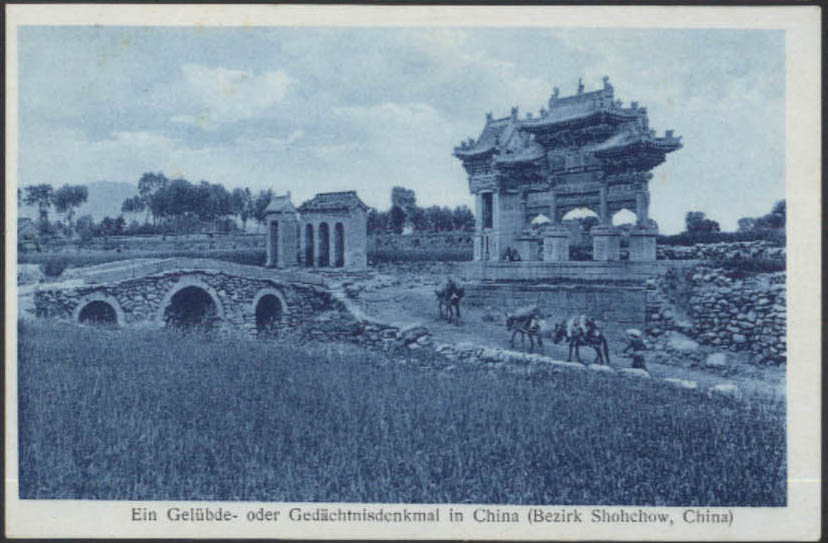
Der Pailou des Zhu-Clans in Yuanping

Yuanping (原平市,  Yuánpíng Shì) ist eine chinesische kreisfreie Stadt im Norden der Provinz Shanxi mit 413.922 Einwohnern (Stand: Zensus 2020) auf einer Fläche von 2.528 Quadratkilometern.

## Geschichte
Yuanping hat eine über 2000 Jahre lange Geschichte. In der Zeit der Streitenden Reiche Chinas gehörte es zum Staat Zhao. In der Qin-Dynastie war es unter der Verwaltung des Kreises Taiyuan. 114 vor Christus, während der Regierung des Han-Kaisers Han Wudi, wurde es zum eigenständigen Kreis Yuanping, blieb aber unter der Verwaltung Taiyuan. Im 15. Regierungsjahr des Östlichen Han-Kaisers Han Xiandi, wurde es vom Kreis Yunzhong unter der Verwaltung des Kreises Xinxing abgelöst. In dessen 18. Regierungsjahr wurde es als Kreis Yuanping wiederhergestellt und stand unter der Verwaltung des Kreises Yanmen, zu dem es auch noch in der Zeit der Drei Reiche gehörte. Während der Sui-Dynastie wurde der im Jahr 606 dem Kreis Guo zugeordnet. Während der Tang-Dynastie stand der Kreis ab dem Jahr 705 unter der Verwaltung des Kreises Tanglin. 1958 hieß der Kreis Yuanping. 1933 wurde der Kreis aufgelöst und die Stadt gegründet. Die Stadt ist für ihre Maler, Kalligraphen und Dichter berühmt.
2010 betrug die Einwohnerzahl 491.213, 2004 hatte Yuangping ungefähr 470.000 Einwohner. Sie gehört zum Verwaltungsgebiet der bezirksfreien Stadt Xinzhou. Die Bevölkerungszahl betrug 1999 459.670 Einwohner.

## Geographie
Yuanping liegt zwischen dem Wutai Shan und dem Yunzhong Shan. Die Stadt hat eine Fläche von 2.571 Quadratkilometern. Die durchschnittliche Temperatur beträgt 8 °C und die jährlichen Niederschläge 475 mm.